# Buffalo City Stadium
Le Buffalo City Stadium est un stade multifonction situé à East London, dans la province du Cap-Oriental en Afrique du Sud.

## Histoire
Construit en 1934, il est rénové à l'occasion de la Coupe du monde de rugby 1995. Il est connu successivement sous les noms de Basil Kenyon Stadium du nom du joueur et entraîneur de rugby Basil Kenyon (1918-1996) et d'ABSA Stadium du nom de son sponsor du moment. Sa capacité est de 16 000 places et il accueille les matchs à domicile des Bush Bucks, équipe professionnelle du Championnat d'Afrique du Sud de football (Premier Soccer League) et ceux de l'équipe de rugby à XV des Border Bulldogs qui participe à la Currie Cup.
En 2002, il est question qu’il soit le stade d’une cinquième franchise sud-africaine du Super 12, les Renegades, projet qui ne s’est jamais concrétisé.